# Dicliptera papuana
Dicliptera papuana är en akantusväxtart som beskrevs av Otto Warburg. Dicliptera papuana ingår i släktet Dicliptera och familjen akantusväxter. Inga underarter finns listade i Catalogue of Life.